# Jussara (Paraná)
Jussara is een gemeente in de Braziliaanse deelstaat Paraná. De gemeente telt 6.240 inwoners (schatting 2009).